# Pottia globosa
Pottia globosa är en bladmossart som beskrevs av Catcheside 1980. Pottia globosa ingår i släktet Pottia och familjen Pottiaceae. Inga underarter finns listade i Catalogue of Life.